# 和尚
和尚，佛教術語，又作和上、和闍、和社、殟社、鶻社、烏社、鄔波馱耶、摀波地耶、優婆陀訶、郁波第耶夜。意譯親教師、力生、近誦、依學、大眾之師。在藏传佛教中称堪布或堪钦。與其他教派共用的有：大師、法師、師傅、師父。
佛教出家众，出家時的親近師，即稱為「和尚」，又稱親教師。和尚與授戒師即阿闍黎意義相近，一位比丘有一位“和尚”，與兩位“阿闍黎”，分別授予他十戒和具足戒，這位比丘是其“和尚”的法統繼承者。後世佛教沿用為弟子對師父之尊稱，又用以指稱德高望重之出家人，或用以稱呼寺院的住持方丈。
在漢族社會習慣上，把佛教男性出家眾（比丘）较不严谨地通稱為“和尚”，與沙門、出家人的意義相近，女性出家眾（沙彌尼、式叉尼、比丘尼等）則通稱為尼姑，但尼姑一詞往往被佛門中人被視為差別用語。

## 術語釋義
梵文“摀波”（upā）意思為「近」，“地耶”（dhyāya）意為「讀」，因此鄔波地耶的原義是「弟子所親近習讀的尊師」。唐慧琳《一切經音義》認為，印度方言稱摀波地耶為殟舍（Khosa），自西域傳來中國之後，輾轉譯為和尚。南宋法雲所著《翻譯名義集》，認為和尚一語乃西域語之轉訛，如龜茲語pwājjhaw等之誤轉。
鳩摩羅什譯為“力生”，意指弟子所皈依學習而生道力之師，但流傳不廣。漢語翻譯中，原就有棄繁就簡的傳統，能夠貼近漢語原有使用習慣的譯語也較容易流行。漢語習慣雙音節的名詞，摀波地耶為四音節，在發音習慣上不如「和尚」二字方便。歷史上，有人望文生義，將“和上”拆分誤解作“和中最上”；將“力生”誤解作“弟子道力，借教生成”；另外還有人將印度世俗稱謂“烏邪”（博士）認為是“烏社”的異譯。這些都是不正確的。
《大智度論》卷十三載，沙彌、沙彌尼之出家受戒法，應求二師，一為和上，一為阿闍梨。和尚為出家師，阿闍黎為授戒師。

## 民間通稱
和尚本意原不同于僧伽、比丘或沙门，而在近古和近现代，「和尚」成了男性僧伽的统称。和尚在漢語字面中有「和睦尚賢」的意義，故較為漢地所接受。明朝李卓吾在《玉簪記》認為：「千里相聚曰和，父母還拜曰尚。」這即是以漢字字面來解釋的典型。漢傳佛教中，又稱寺院的住持方丈為和尚。在藏傳佛教之四種階位中，以和尚（堪布）為最上之第四位，其權力僅次於達賴喇嘛與班禪喇嘛，住持諸大寺。日本佛教僧官階位中，有大和尚位、和尚位等稱呼，後則轉為對高僧之尊稱。
出家的和尚要受各种戒律的約束，不能飲酒、杀生、結婚生子等。三餐方面，一般汉传佛教和尚還必須素食，南傳佛教、藏傳佛教不禁。日本佛教大多數門派則在明治維新之後出家戒遭受破壞，因此可見到僧侶娶妻、飲酒。但是，並不是所有日本僧侶皆是如此，直至今日，仍有部分僧人依然嚴守出家戒，不娶妻生子、不酒不肉。

## 外部連結
- 報佛恩網（页面存档备份，存于）
- 佛教博客
- 柳立言：〈紅塵浪裡難修行－宋僧犯罪原因初探（页面存档备份，存于）〉。